# Гібра
Гібра, Хижинка — річка в Україні, у Романівському та Чуднівському районах Житомирської області, ліва притока річки Ібру.

## Опис
Довжина річки 13 км., похил річки — 3,2 м/км. Формується з трьох безіменних струмків та однієї водойми. Площа басейну 30,5 км².

## Розташування
Бере початок на південно-східній околиці села Гордіївка. Тече на південний схід у межах сіл Мані та Красноволиця. У селі Довбиші впадає в річку Ібру, ліву притоку Тереріва.